# Calathea cardenasii
Calathea cardenasii är en strimbladsväxtart som beskrevs av Henry Hurd Rusby. Calathea cardenasii ingår i släktet Calathea och familjen strimbladsväxter. Inga underarter finns listade.